# Symphyotrichum welshii
Symphyotrichum welshii là một loài thực vật có hoa trong họ Cúc. Loài này được (Cronquist) G.L.Nesom miêu tả khoa học đầu tiên.